# Katie Byres
Katie Byres (ur. 11 września 1993) – brytyjska lekkoatletka specjalizująca się w skoku o tyczce. 

## Osiągnięcia
| Rok  | Impreza                                               | Miejsce  | Lokata      | Wynik |
| ---- | ----------------------------------------------------- | -------- | ----------- | ----- |
| 2009 | Letni Europejski Festiwal Młodzieży                   | Tampere  | 10. miejsce | 3,40  |
| 2010 | Kwalifikacje Europy do igrzysk olimpijskich młodzieży | Moskwa   | 6. miejsce  | 3,80  |
| 2010 | Igrzyska olimpijskie młodzieży                        | Singapur | 8. miejsce  | 4,00  |
| 2011 | Mistrzostwa Europy juniorów                           | Tallinn  | 4. miejsce  | 4,10  |
| 2012 | Halowe mistrzostwa świata                             | Stambuł  | –           | NM    |
| 2013 | Młodzieżowe mistrzostwa Europy                        | Tampere  | 9. miejsce  | 4,15  |

Medalistka mistrzostw kraju.

## Rekordy życiowe
- Skok o tyczce (hala) – 4,52 (2012)